# Deutsches Fahrzeugmuseum Fichtelberg

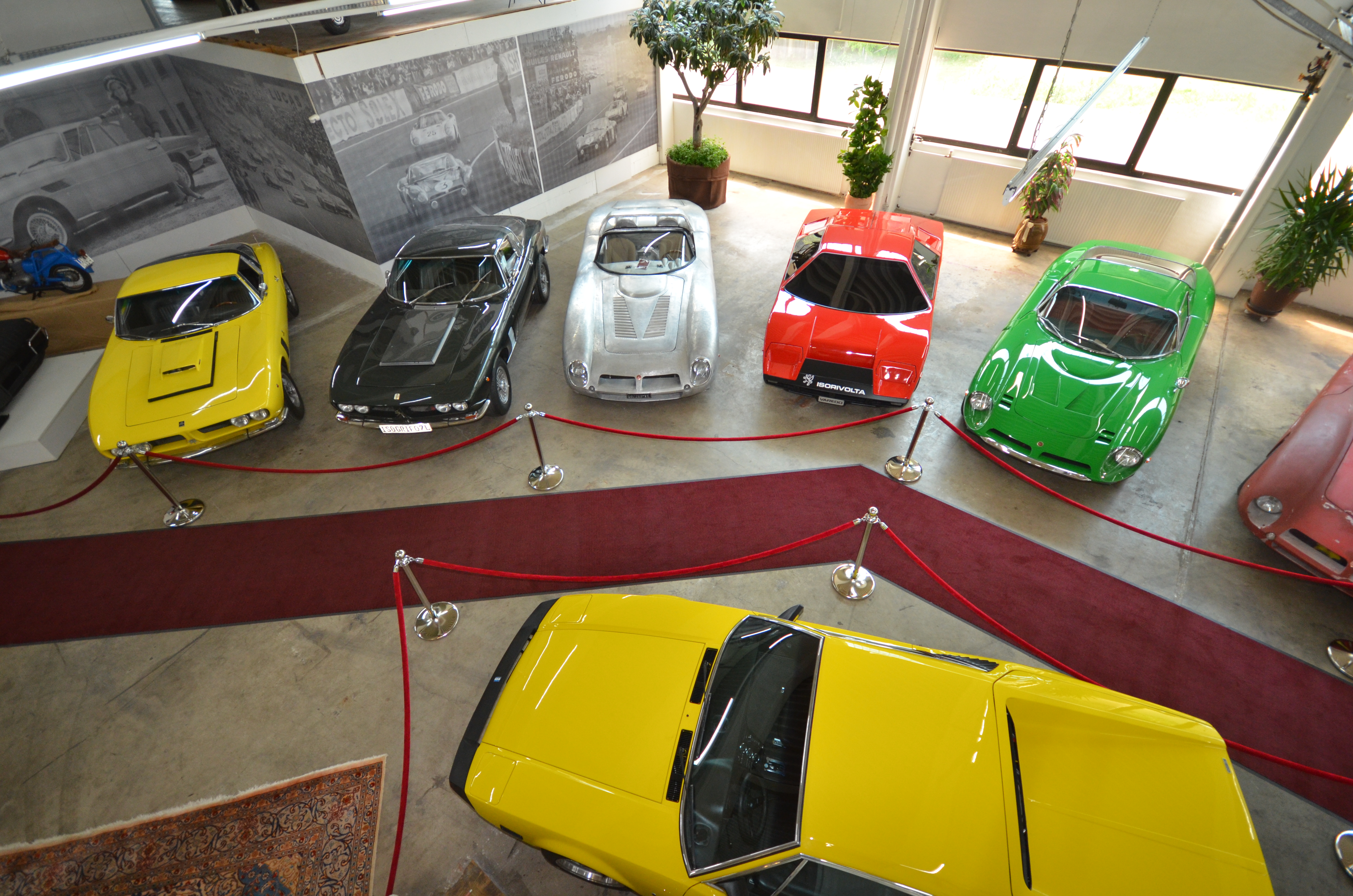
Fahrzeuge der Marken Iso und Bizzarrini in der neuen Ausstellungshalle III im Deutschen Fahrzeugmuseum Fichtelberg.

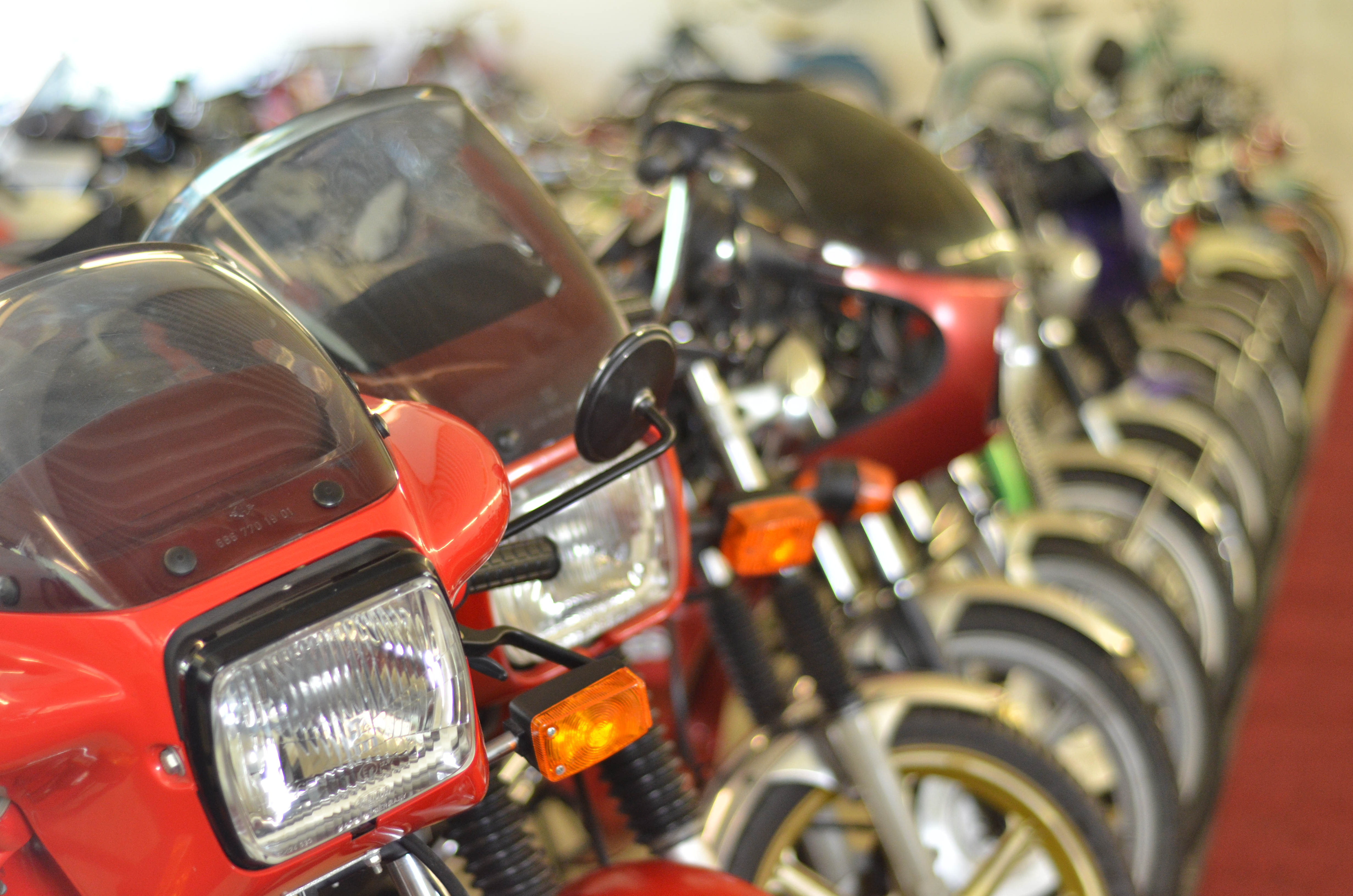
Große Zweiradausstellung im Deutschen Fahrzeugmuseum Fichtelberg.

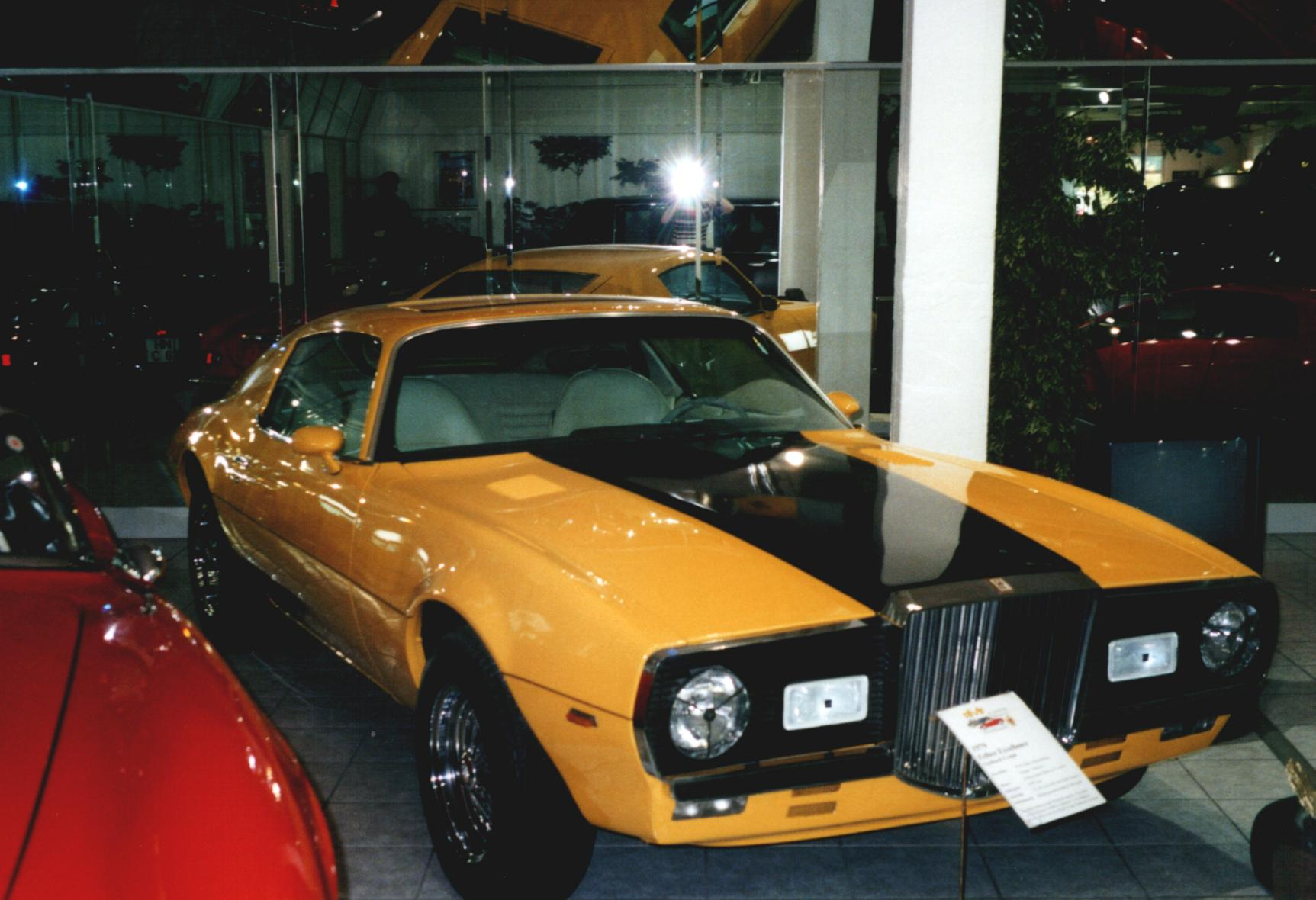
Ausstellungsstück im Jahr 2000: Felber Excellence

Das Deutsche Fahrzeugmuseum Fichtelberg ist ein Automuseum im oberfränkischen Fichtelberg.

## Ausstellung
Das Museum entstand 1992 als private Initiative der Familie Eckert. Die aus mehr als 500 Exponaten bestehende Sammlung wird auf drei Etagen in drei Ausstellungshallen und einem überdachten Freigelände auf rund 10.000 m² Fläche gezeigt. Damit repräsentieren die Ausstellungsstücke alle Epochen der Automobilgeschichte von 1896 bis in die heutige Zeit.  Die Ausstellung umfasst nicht nur Autos, sondern auch Motorräder, Flugzeuge, Feuerwehrfahrzeuge, Traktoren und Exoten der Autowelt. Unter den Exponaten findet man  unter anderem einige Bizzarrini GT 5300, seltene Stücke wie ein frühes Rennmotorrad der NSU Motorenwerke von 1910, eine Boss Hoss von 2007, eine Münch Mammut 2000 und verschiedene Prototypen. Darüber hinaus gibt es in der neuen Halle III eine große Sonderausstellung zu den beiden Marken Iso Rivolta und Bizzarini.
Die Verweildauer in den drei Hallen einschließlich Freigelände beträgt zwischen 1,5 und 2,5 Stunden, je nach Interesse der Besucher. Alle Ausstellungsstücke sind mit einer Informationsbeschilderung versehen, worauf alle wichtigen Details verständlich und kompakt beschrieben sind. Die Öffnungszeiten sind von Montag bis Sonntag jeweils von 10 Uhr bis 17 Uhr. Außerhalb der Ferienzeiten ist das Museum am Montag geschlossen.
- Halle I

In der Halle I wird auf drei Etagen Automobil- und Motorradgeschichte aus über 100 Jahren gezeigt, wobei Raritäten aus den 1950er bis 1980er Jahren im Vordergrund stehen und die Exponate immer wieder gewechselt werden. Darüber hinaus zeigen Einzelstücke der Automobilgeschichte wichtige Wendepunkte hin zu der heutigen mobilen Welt. Infos zu den einzelnen Fahrzeugen und viele Motorenmodelle runden die Ausstellung ab.
- Halle II

Die historische Ziegelhalle widmet sich Oldtimern aus den Jahrgängen 1930 bis 1950, Landmaschinen und Traktoren sowie Dampfmaschinen. Außerdem wird dort eine Sonderausstellung zum Thema Motorräder aus der ehemaligen DDR gezeigt. Eine historische Werkstatt gibt Einblicke in die Arbeit des Kfz-Gewerbes vor ca. 60 Jahren.
- Halle III

Kernstück der neuen Halle III ist eine Ausstellung im Zweiradbereich, an der den Besuchern an hunderten von Motorrädern, insbesondere aus dem Bereich des Zweitaktmotors von 50 cm³ bis 125 cm³, die Geschichte von 1950 bis 1985 veranschaulicht wird. Dort spielen vor allem deutsche Marken wie Zündapp, Kreidler und Hercules die Hauptrolle. Darüber hinaus werden wechselnde Sonderausstellungen zu folgenden Themen gezeigt: Entwicklung der Elektromobilität, Tuning-Exoten aus den 1970er Jahren, Stilikonen von Mercedes sowie eine Präsentation der seltenen italienischen Sportwagenmarken Iso Rivolta und Bizzarrini.
- Freigelände

Im überdachten Freigelände warten Jets, Hubschrauber und Militärfahrzeuge auf den Besucher. Des Weiteren zeigt eine große Motoren- und Maschinenausstellung die Entwicklung der einzelnen Motorentypen. Große Sternmotoren, Panzermotoren und Fertigungsmaschinen erweitern die Militärausstellung im Freigelände.

## Geschichte des Museums
Durch den Umzug des eigenen Unternehmens in eine größere Fertigungshalle wurde 1990 Platz für eine Ausstellung frei und der Gedanke zur Eröffnung eines Museums reifte. Nach langen Umbaumaßnahmen entstand Raum für die ersten Exponate.
Nach zweijährigen Umbaumaßnahmen wurde das Museum am 11. September 1992 eröffnet und die Ausstellung kann seitdem besichtigt werden.
Da der Platz in der Ausstellungshalle I unzureichend war, wurde in einer gegenüberstehenden historischen Ziegelhalle 1994 eine Sonderausstellung für Fahrzeuge aus den 1930er bis 1950er Jahren eröffnet. Mittlerweile wurde diese Sonderausstellung zusätzlich mit Traktoren, Dampfmaschinen und Landmaschinen ergänzt und komplettiert.
Das Freigelände mit Jets, Hubschraubern und Militärfahrzeugen wurde 1995 eröffnet. Eine große Maschinenausstellung, die permanent erweitert wird, erweiterte diese Freiflächenausstellung.
Die stetig expandierende Ausstellung machte es nötig, die Ausstellungsfläche 2007 erneut zu erweitern und in der Halle I die Fläche der ersten Etage nahezu zu verdoppeln.
Über Jahre hinweg wurde die alte Steinsägehalle, die sich auf dem Museumsgelände befindet, renoviert, und 2007 entschloss sich die Familie Eckert, dort ein Restaurant einzurichten. 2010 wurde das Restaurant eröffnet; seitdem steht es den Besuchern des Museums zur Verfügung.
Im Jahr 2012 wurde das komplette Freigelände überdacht.
Mitte des Jahres 2018 wurde das Museum um rund 4000 m² in der Bayreuther Straße 33 erweitert. Die zusätzliche Museumsfläche wird im Besonderen für wechselnde  Sonderausstellungen genutzt, um den Besuchern immer wieder attraktive und abwechslungsreiche Episoden aus der Geschichte der motorisierten Fortbewegung zeigen zu können.